# Zapadnoaravački jezici
Zapadnoaravački jezici, zapadna skupina aravačkih jezika koji se govore na području današnjeg Perua. Obuhvaća svega dva jezika, to su yanesha’ ili amuesha [ame] s 9.830 govornika (2000) i gotovo izumrli chamicuro ili chamicura [ccc] 2 (2000 W. Adelaar), 5 (1987). Jezik amuesha po ranijoj je klasifikaciji činio samostalnu porodicu lorenzan.
Kao najzapadnije Arawake ponekad se smatraju i Indijanci Chango, Uru i Chipaya.

## Vanjske poveznice
- Ethnologue (14th)
- Ethnologue (15th)